# Lotononis wyliei
Lotononis wyliei là một loài thực vật có hoa trong họ Đậu. Loài này được J.M.Wood miêu tả khoa học đầu tiên.